# アップリケ
アップリケ、アプリケ (仏: appliqué) とは、土台となる布の上に、別の布や皮などの小片を縫い留めたり、貼り付ける手芸を指す。また、そのようにして作った作品や模様。被服の袖に着けるアップリケはスリーブバッジとも呼ばれている。 機能優先のものから、美しくデザインされた装飾のものまで様々である。

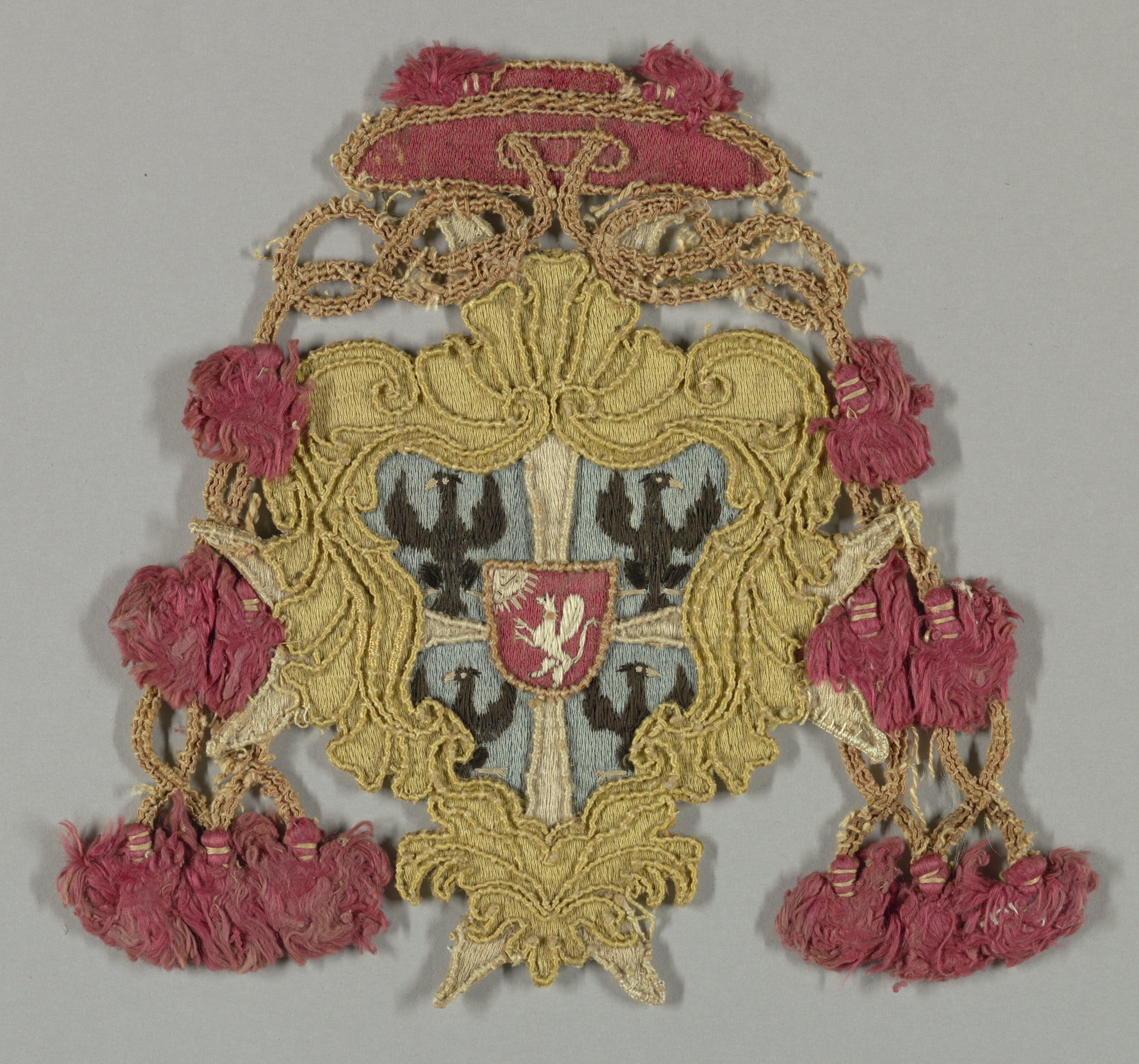
クーパー・ヒューイット国立デザイン博物館所蔵の17世紀のアップリケ

アップリケの語源はラテン語の「貼る・付ける」という意味に由来する。日本ではドイツ語由来のワッペン(独: Wappen)ともいう。

## 概要
アップリケの歴史は古く古代エジプトの頃から、衣服の補強のために用いられていた手芸とされる。東ローマ帝国が栄える4世紀の頃になると、衣類や室内の装飾的意義を持って大いに応用され、中世以降は高度な技法へと発展し、ヨーロッパへ普及していった。
また、アップリケは特定の団体・組織の徽章として用いられることがあり、その形は特徴的なものにされている場合が多い。主なデザインとしては紋章型がメインで、紋章学に倣って盾形が選ばれやすい。
ヨーロッパのアップリケは日本には20世紀初頭には伝来していたが、それ以前から「切付け」「切嵌（きりばめ）」など同様の手法が存在し、和服への補強・装飾や布細工に施されていた。また、アイヌの伝統衣装であるアットゥシでも、生地に別の布地を縫い付けることで独自の幾何学文様（アイヌ文様）を描く装飾技法が存在した。

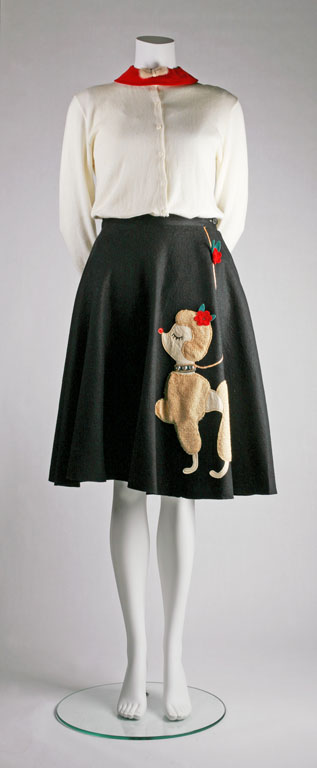
インディアナポリス子供博物館のプードルスカートのアップリケ